# Ungaran (Ungaran Barat)
Ungaran is een bestuurslaag in het regentschap Semarang van de provincie Midden-Java, Indonesië. Ungaran telt 11.719 inwoners (volkstelling 2010).